# Heinrich Adolf Burchardi
Heinrich Adolf Burchardi, auch Adolph Heinrich Burchardi (* 21. Dezember 1788 in Grube; † 19. Dezember 1865 in Heiligenhafen) war ein deutscher evangelisch-lutherischer Geistlicher und Abgeordneter der schleswig-holsteinischen Landesversammlung.

## Leben
Heinrich Adolf Burchardi stammte aus einer Familie, die  seit dem 1584 geborenen Stammvater Anton Burchard Pastoren in Schleswig-Holstein und Professoren hervorgebracht hatte. Er war ein Sohn des Pastors in Grube Johann Anton Burchardi (1740–1823), der zuvor dänischer Legationsprediger in Wien gewesen war. Samuel Christoph Burchardi war sein jüngerer Bruder; der Jurist Georg Christian Burchardi war sein Cousin. Von 1809 bis 1816 studierte er Evangelische Theologie an den Universitäten Kiel und Berlin. 1818 bestand er das Amtsexamen in Glückstadt und ging, wie damals üblich, zunächst in den Schuldienst. Er wurde 1818 Rektor in Pinneberg und 1822 Rektor der Stadtschule in Itzehoe. In dieser Zeit veröffentlichte er Gedichte im Itzehoer Wochenblatt. 1828 erhielt er seine erste Pfarrstelle als Diaconus (2. Pastor) in Itzehoe. 1837 wurde er Pastor in Heiligenhafen, wo er bis an sein Lebensende blieb. Er war Teilnehmer des Germanistentags 1847 in Lübeck.
Während der Schleswig-Holsteinischen Erhebung war er ab Sommer 1848 Abgeordneter der konstituierenden Schleswig-Holsteinischen Landesversammlung. Er vertrat den Wahlkreis Holstein 21, der die Kirchspiele Heiligenhafen, Großenbrode, Neukirchen, Oldenburg und Grube umfasste.

## Schriften
- Animadversiones ad Ciceronis Oratorem. Berlin 1815
- Ehrenrettung des Greisenalters gegen den unnahmhaften achtzigjährigen Greis an der Eider. [Kiel] [1818]
- Dialektische Kritik gegen den Ausspruch des Hrn. Predigers Meyer im diesjährigen Merkur. Nr. 185. S. 3669. Kiel: Akademische Buchhandlung 1817, 2. Auflage 1818
- Beleuchtung der neulich in Itzehoer Wochenblatte erschienenen Streitsätze. Itzehoe: Schönfeldt 1835
- Leitfaden zum Unterrichte in der Deutschen Sprache, Orthographie und Interpunction, vorzüglich für Schulen. Hamburg: Schuberth und Niemeyer [1836]
- Lebensregeln für Confirmanden. Heiligenhafen: Heide 1861